# Ryparosa calotricha
Ryparosa calotricha är en tvåhjärtbladig växtart som beskrevs av Gottfried Wilhelm Johannes Mildbraed. Ryparosa calotricha ingår i släktet Ryparosa och familjen Achariaceae. Inga underarter finns listade i Catalogue of Life.